# Pangyo-myeon
Pangyo-myeon (koreanska: 판교면) är en socken i kommunen Seocheon-gun i provinsen Södra Chungcheong i Sydkorea, 160 km söder om huvudstaden Seoul.